# Suurrahu
Suurrahu är en ö i Matsalviken på Estlands västkust. Den ligger i Ridala kommun i Läänemaa, 90 km sydväst om huvudstaden Tallinn. Arean är 0,8 kvadratkilometer. Terrängen på Suurrahu är mycket platt och öns högsta punkt är belägen en meter över havsnivån. Naturen på Suurrahu består i huvudsak av gräsmarker.

Inlandsklimat råder i trakten. Årsmedeltemperaturen i trakten är 3 °C. Den varmaste månaden är juli, då medeltemperaturen är 16 °C, och den kallaste är januari, med −12 °C.